# Grosszschachwitz
Grosszschachnitz är en stadsdel i Dresden i Sachsen, Tyskland.
Det är en gammal by som led mycket under århundradenas krig, senast vid Slaget vid Dresden 1813.
1950 inkopererades byn med Dresden.